# Rhamnus costata
Rhamnus costata är en brakvedsväxtart som beskrevs av Carl Maximowicz. Rhamnus costata ingår i släktet getaplar, och familjen brakvedsväxter. Inga underarter finns listade i Catalogue of Life.